# Veikkausliiga
Veikkausliiga – najwyższa w hierarchii klasa męskich ligowych rozgrywek piłkarskich w Finlandii, będąca jednocześnie najwyższym szczeblem centralnym (I poziom ligowy), utworzona w 1990 roku i od samego początku zarządzana przez Finnish Football League Association – wcześniej rozgrywki organizował Fiński Związek Piłki Nożnej (SPL). Zmagania w jej ramach toczą się cyklicznie (co sezon) i przeznaczone są dla 12 najlepszych krajowych klubów piłkarskich. Jej triumfator zostaje Mistrzem Finlandii, zaś najsłabsze drużyny są relegowane do Ykkösliiga (II ligi fińskiej). W rozgrywkach uczestniczą zarówno kluby profesjonalne, jak i półprofesjonalne. Średnia liczba widzów na jeden mecz wynosi niecałe 3000.

## Historia
Mistrzostwa Finlandii w piłce nożnej rozgrywane są od 1908 roku. Wtedy piłkarskim mistrzem Finlandii zostawał zwycięzca rozgrywek pucharowych (fiń. Jalkapallon Suomenmestaruuskilpailut). W 1930 roku powstała liga Mestaruussarja, a jej zwycięzca otrzymywał tytuł mistrza kraju. W 1990 liga zmieniła nazwę na SM-liiga (Suomen mestaruus-liiga), a w 1991 na Futisliiga. Aktualna nazwa rozgrywek funkcjonuje od 1992 roku i pochodzi od nazwy głównego sponsora – Veikkaus – państwowego oferenta zakładów sportowych. Liga rozgrywana jest systemem wiosna-jesień (sezon trwa od kwietnia do października), podobnie jak w przypadku innych państw znajdujących się w strefie klimatu umiarkowanego chłodnego (Islandia, Norwegia, Szwecja).

## System rozgrywek
Obecny format ligi zakładający rozgrywki w 3 koła obowiązuje od sezonu 2011.
Rozgrywki składają się z 33 kolejek spotkań rozgrywanych pomiędzy drużynami systemem kołowym. Każda para drużyn rozgrywa ze sobą dwa mecze – jeden w roli gospodarza, drugi jako goście. Po dwóch rundach rozgrywek zespoły rozgrywają ze sobą jeszcze 11 meczów – u siebie oraz na wyjeździe. Od sezonu 2011 w lidze występuje 12 zespołów. W przeszłości liczba ta wynosiła od 8 do 16. Drużyna zwycięska za wygrany mecz otrzymuje 3 punkty (do sezonu 1990 2 punkty), 1 za remis oraz 0 za porażkę.
Zajęcie pierwszego miejsca po ostatniej kolejce spotkań oznacza zdobycie tytułu Mistrzów Finlandii w piłce nożnej. Mistrz Finlandii kwalifikuje się do eliminacji Ligi Mistrzów UEFA. Druga oraz trzecia drużyna zdobywają możliwość gry w Lidze Konferencji UEFA. Również zwycięzca Pucharu Finlandii startuje w eliminacjach do Ligi Konferencji lub, w przypadku, w którym zdobywca krajowego pucharu zajmie pierwsze miejsce w lidze – możliwość gry w eliminacjach do Ligi Konferencji otrzymuje również czwarta drużyna klasyfikacji końcowej. Zajęcie ostatniego miejsca wiąże się ze spadkiem drużyny do Ykkösliiga. Przedostatnia drużyna w tablicy walczy w barażach play-off z drugą drużyną Ykkönen o utrzymanie w najwyższej lidze.
W przypadku zdobycia tej samej liczby punktów, klasyfikacja końcowa ustalana jest na podstawie wyniku dwumeczu pomiędzy drużynami, w następnej kolejności, w przypadku remisu – na podstawie różnicy bramek w pojedynku bezpośrednim, następnie na podstawie ogólnego bilansu bramkowego osiągniętego w sezonie, większej liczby bramek zdobytych oraz w ostateczności za pomocą losowania.

## Skład ligi w sezonie 2025
| Uczestnicy poprzedniej edycji                                                                                 | Uczestnicy poprzedniej edycji | Uczestnicy poprzedniej edycji | Uczestnicy poprzedniej edycji |
| --- | ----------------------------- | ----------------------------- | ----------------------------- |
| KUO | KuPS Kuopio                   | Kuopio                        | 1                             |
| TIL | Tampereen Ilves               | Tampere                       | 2                             |
| HJK | HJK Helsinki                  | Helsinki                      | 3                             |
| SJK | Seinäjoen JK                  | Seinäjoki                     | 4                             |
| VPS | Vaasan Palloseura             | Vaasa                         | 5                             |
| HAK | FC Haka                       | Valkeakoski                   | 6                             |
| TUR | Inter Turku                   | Turku                         | 7                             |
| GNI | IF Gnistan                    | Helsinki                      | 8                             |
| OUL | AC Oulu                       | Oulu                          | 9                             |
| MAR | IFK Mariehamn                 | Maarianhamina                 | 10                            |
| Spadek z Veikkausliiga                                                                                        |                               |                               |                               |
| EIF | Ekenäs IF                     | Ekenäs                        | 12                            |
| po barażach                                                                                                   |                               |                               |                               |
| LHT | FC Lahti                      | Lahti                         | 11                            |
| Awans z Ykkönen                                                                                               |                               |                               |                               |
| KTP | FC KTP                        | Kotka                         | 1                             |
| po barażach                                                                                                   |                               |                               |                               |
| JAR | FF Jaro                       | Jakobstad                     | 2                             |
| Oznaczenia: - kolumna pierwsza – skróty nazw drużyn, - kolumna trzecia – miejsce zajęte w poprzednim sezonie. |                               |                               |                               |

## Statystyka

### Tabela medalowa (od sezonu 1990)
Mistrzostwo Finlandii zostało do tej pory zdobyte przez 29 różnych drużyn. 11 z nich zostało mistrzami od wprowadzenia obecnych zasad rozgrywek od sezonu 1990.
Stan po sezonie 2024.
| Lp. | Drużyna                   | Miejsca na podium | Miejsca na podium | Miejsca na podium |   |   |
| --- | ------------------------- | ----------------- | ----------------- | ----------------- | - | - |
| Lp. | Drużyna                   | 1.                | HJK Helsinki      | 17                | 5 | 5 |
| 2.  | FC Haka                   | 5                 | 2                 | 3                 |   |   |
| 3.  | Tampere United            | 3                 | 0                 | 3                 |   |   |
| 4.  | Kuopion Palloseura        | 2                 | 5                 | 2                 |   |   |
| 5.  | Jazz Pori                 | 2                 | 0                 | 1                 |   |   |
| 6.  | MYPA Anjalankoski         | 1                 | 5                 | 3                 |   |   |
| 7.  | Inter Turku               | 1                 | 4                 | 0                 |   |   |
| 8.  | FC Kuusysi                | 1                 | 2                 | 0                 |   |   |
| 9.  | Seinäjoen Jalkapallokerho | 1                 | 1                 | 2                 |   |   |
| 10. | IFK Mariehamn             | 1                 | 0                 | 0                 |   |   |
| 10. | TPV Tampere               | 1                 | 0                 | 0                 |   |   |
| 12. | FC Honka                  | 0                 | 3                 | 2                 |   |   |
| 13. | Vaasan Palloseura         | 0                 | 2                 | 2                 |   |   |
| 14. | RoPS Rovaniemi            | 0                 | 2                 | 0                 |   |   |
| 15. | MP Mikkeli                | 0                 | 1                 | 1                 |   |   |
| 15. | Tampereen Ilves           | 0                 | 1                 | 1                 |   |   |
| 17. | AC Allianssi              | 0                 | 1                 | 0                 |   |   |
| 17. | FC Jokerit                | 0                 | 1                 | 0                 |   |   |
| 19. | Turun Palloseura          | 0                 | 0                 | 5                 |   |   |
| 20. | FC Lahti                  | 0                 | 0                 | 2                 |   |   |
| 21. | FinnPa Helsinki           | 0                 | 0                 | 1                 |   |   |
| 21. | JJK Jyväskylä             | 0                 | 0                 | 1                 |   |   |
| 21. | PK-35 Vantaa              | 0                 | 0                 | 1                 |   |   |
|     | Suma                      | 35                | 35                | 35                |   |   |

## Tytuły mistrzowskie
W latach 1908–1929 piłkarskim mistrzem Finlandii zostawał zwycięzca corocznego turnieju pucharowego (nie mylić z rozgrywkami o Puchar Finlandii, które rozpoczęły się w 1955 roku). Rozgrywki te zdominowane były przez kluby z Helsinek, Turku oraz Wyborgu, które zajmowały obydwa miejsca w każdym z 21 finałów (rozgrywki nie odbyły się w roku 1914 z powodu wybuchu I wojny światowej). Począwszy od roku 1930 wprowadzono rozgrywki ligowe pod nazwą Mestaruussarja. Porządek rozgrywek został zaburzony w okresie II wojny światowej, kiedy dwukrotnie (w latach 1940 oraz 1942) ze względów bezpieczeństwa zrezygnowano z organizowania długoterminowego sezonu, a format ligowy zastępowano pucharowym. Pod koniec wojny, silną pozycję w fińskiej piłce nożnej uzyskała amatorska Federacja Sportowa Pracowników (Suomen Työväen Urheiluliitto – TUL). W latach 1945–1947 rozgrywano dwie osobne ligi, jedną dla klubów zrzeszonych w Fińskim Związku Piłki Nożnej (Suomen Palloliitto – SPL), drugą dla drużyn zrzeszonych w TUL. Każde z rozgrywek wyłaniały swojego osobnego zwycięzcę, jednak mistrzem Finlandii zostawała dopiero drużyna, która wygrywała organizowany na koniec sezonu turniej pucharowy dla najlepszych zespołów wewnętrznych lig SPL oraz TUL. Po sezonie 1947 najlepsze kluby zrzeszone w TUL dołączyły do organizowanej przez SPL Mestaruussarji, co zakończyło okres podziału rozgrywek ligowych na dwie osobno kontrolowane dywizje. Począwszy od 1990 roku, Mestarrussarję zastąpiono nowymi rozgrywkami ligowymi – SM-liiga – będącymi już poza zasięgiem związku piłkarskiego. Dwa lata później uzyskały one funkcjonującą do dziś nazwę Veikkausliiga.
Poniższa tabela jest zestawieniem wszystkich piłkarskich mistrzów Finlandii i liczby zdobytych przez nich tytułów, począwszy od roku 1908. Wprowadzono podział na trzy główne okresy ewolucji fińskich rozgrywek:
- okres nieligowy (1908-1929)
- Mestaruussarja (1930-1989)
- Veikkausliiga (1990-)

Uwagi:
- w kolumnie Mestaruussarja, uwzględnione zostały także sezony, w których mistrza Finlandii z różnych względów wyłaniano na drodze rozgrywek pucharowych (1940, 1942, 1945-1947)
- w kolumnie Veikkausliiga, uwzględniono wszystkie sezony począwszy od roku 1990, pomimo wprowadzenia nazwy Veikkausliiga dopiero dwa lata później.

| Klub                 | Veikkausliiga | Mestaruussarja | 1908-1929 | Razem |
| -------------------- | ------------- | -------------- | --------- | ----- |
| HJK Helsinki         | 17            | 9              | 7         | 32    |
| FC Haka              | 5             | 4              | 0         | 9     |
| Helsingin Palloseura | 0             | 4              | 5         | 9     |
| Turun Palloseura     | 0             | 7              | 1         | 8     |
| Helsingfors IFK      | 0             | 7              | 0         | 7     |
| Kuopion Palloseura   | 1             | 5              | 0         | 6     |
| FC Kuusysi           | 1             | 4              | 0         | 5     |
| KIF Helsinki         | 0             | 1              | 3         | 4     |
| Lahden Reipas        | 0             | 3              | 0         | 3     |
| Tampere United       | 3             | 0              | 0         | 3     |
| VIFK Vaasa           | 0             | 3              | 0         | 3     |
| ÅIFK Turku           | 0             | 0              | 3         | 3     |
| Jazz Pori            | 2             | 0              | 0         | 2     |
| KTP Kotka            | 0             | 2              | 0         | 2     |
| Oulun Palloseura     | 0             | 2              | 0         | 2     |
| Vaasan Palloseura    | 0             | 2              | 0         | 2     |
| Ilves-Kissat Tampere | 0             | 2              | 0         | 2     |
| HT Helsinki          | 0             | 1              | 0         | 1     |
| Inter Turku          | 1             | 0              | 0         | 1     |
| KPV Kokkola          | 0             | 1              | 0         | 1     |
| Myllykosken Pallo-47 | 1             | 0              | 0         | 1     |
| PUS Helsinki         | 0             | 0              | 1         | 1     |
| Turun Pyrkivä        | 0             | 1              | 0         | 1     |
| Sudet Viipuri        | 0             | 1              | 0         | 1     |
| TPV Tampere          | 1             | 0              | 0         | 1     |
| Unitas Helsinki      | 0             | 0              | 1         | 1     |
| Seinäjoen JK         | 1             | 0              | 0         | 1     |
| IFK Mariehamn        | 1             | 0              | 0         | 1     |